# Jean Bourguignon
Jean-Jules Bourguignon (Latinne, 29 augustus 1926 - Hoei, 10 mei 1981) was een Belgisch uitvinder. 

## Biografie
Bourguignon verliet school op zestienjarige leeftijd en had verschillende baantjes terwijl hij zijn uitvinderstalent beoefende. Hij vond een vijftigtal zaken uit in de jaren 60 waarvan enkele nog steeds gebruikt worden. 
Bourguignon was getrouwd met Marie-Josée Velter en ze hadden samen een kind, Marie-Jeanne Bourguignon.  Later was hij getrouwd met Simonne Courtoy met wie hij twee kinderen had, Françoise en Yolande.

## Uitvindingen
Enkele van Bourguignon's uitvindingen waren;
- Een horloge op zonne-energie.
- De auto op afstandsbediening
- Een cameralens om 3D films te filmen en reliëf
- De radiowekker
- Voortdurend bewegende klok

## Erkenning
Bourguignon verscheen in het tijdschrift Paris Match Benelux (februari 1962) en kreeg tevens een medaille op de uitvindersbeurs van Brussel in het begin van de jaren 60.